# R.I.O.
R.I.O. è un progetto di musica house (electro/Funky e dance) tedesco nato nel 2007 dalla collaborazione dei due disc jockey, Manuel "Manian" Reuter e Yanou, con la voce di Tony T.
Nell'estate del 2008 il loro singolo Shine On ha avuto un buon successo, entrando nelle top 20 delle classifiche italiane, svizzere e svedesi ed è stato scelto nella colonna sonora del film Natale a Rio di Neri Parenti.
Nell'ottobre 2008 pubblicano When the Sun Comes Down e nell'estate 2009 After the Love, quest'ultima ha avuto molto successo nelle discoteche.

## Singoli
| 2007 | "R.I.O."                               | -  | -  | -  | -  | - | -  | -  | 8  |
| 2007 | "De Janeiro"                           | -  | -  | -  | -  | - | 13 | -  | -  |
| 2008 | "Shine On"                             | 8  | 25 | 17 | 21 | 8 | 43 | 10 | 22 |
| 2008 | "When the Sun Comes Down"              | -  | 63 | 62 | 54 | - | 22 | -  | 9  |
| 2009 | "After the Love"                       | -  | 65 | -  | 41 | - | 66 | -  | -  |
| 2009 | "Serenade"                             | -  | 97 | -  | -  | - | -  | -  | -  |
| 2010 | "Something About You/Watching You"     | -  | -  | -  | -  | - | -  | -  | -  |
| 2010 | "One Heart"                            | -  | -  | -  | -  | - | 68 | -  | -  |
| 2010 | "Hot Girl"                             | -  | -  | -  | -  | - | 90 | -  | -  |
| 2011 | "Like I Love You"                      | 17 | 31 | 69 | 35 | - | 29 | -  | -  |
| 2011 | "Miss Sunshine"                        | -  | 50 | 43 | 44 | - | 54 | -  | -  |
| 2011 | "Turn This Club Around" (Feat. U-Jean) | -  | 3  | 1  | 5  | - | 43 | -  | -  |
| 2011 | "Animal" (Feat. U-Jean)                | -  | 48 | 51 | 33 | - | -  | -  | -  |
| 2012 | "Party Shaker" (Feat. Nicco)           | -  | 10 | 6  | 10 | - | -  | -  | -  |
| 2012 | "Summer Jam" (Feat. U-Jean)            | -  | 7  | 2  | 2  | - | -  | -  | -  |
| 2013 | "Living in Stereo"                     | -  | 70 | 32 | 42 | - | -  | -  | -  |
| 2013 | "Ready Or Not" (Feat. U-Jean)          | -  | 54 | 64 | 40 | - | -  | -  | -  |
| 2013 | "Megamix" (Feat. Nicco & U-Jean)       | -  | 19 | -  | 19 | - | -  | -  | -  |
| 2013 | "Komodo (Hard Nights)" (Feat. U-Jean)  | -  | -  | -  | -  | - | -  | -  | -  |
| 2020 | "Hey Mama"                             | -  | -  | -  | -  | - | -  | -  | -  |